# Río Schuylkill
El río Schuylkill (del inglés: Schuylkill River)', a menudo pronunciado SKOO-kull; IPA: /'sku:kəɫ/) es un afluente del río Delaware que discurre por el estado de Pensilvania, Estados Unidos. Es considerado río escénico de Pensilvania.
El río tiene unos 290 km de longitud y drena una cuenca hidrográfica de unos 5.000 km², enteramente en el estado de Pensilvania. La fuente de su ramal Este parte de los montes Apalaches, en Tuscarora. El ramal Oeste está cerca de Minersville, y se junta con el ramal Este en la ciudad de Schuylkill Haven.

## Historia y etimología
Los lenape fueron los habitantes permanentes originales del área alrededor de este río, que llamaron Ganshohawanee, que significa «aguas que acometen y rugen». Más adelante el río fue nombrado Schuylkill por su descubridor europeo, Arendt Corssen, de la Compañía Neerlandesa de las Indias Occidentales. La denominación kill deriva de la palabra neerlandesa kille, «cauce». Una explicación para este nombre argumenta que es traducción de «río oculto», en referencia a su confluencia con el río Delaware en la «isla de la Liga», donde queda prácticamente oculto debido a su densa vegetación[cita requerida]. Otra explicación dice que el nombre traduce correctamente el de «hideout creek» con la forma correspondiente en neerlandés moderno: Schuilkil.
Thomas Paine intentó inútilmente interesar a los ciudadanos en la financiación de un puente de hierro sobre este río, antes de abandonar sus «pontifical works» a causa de la Revolución francesa.

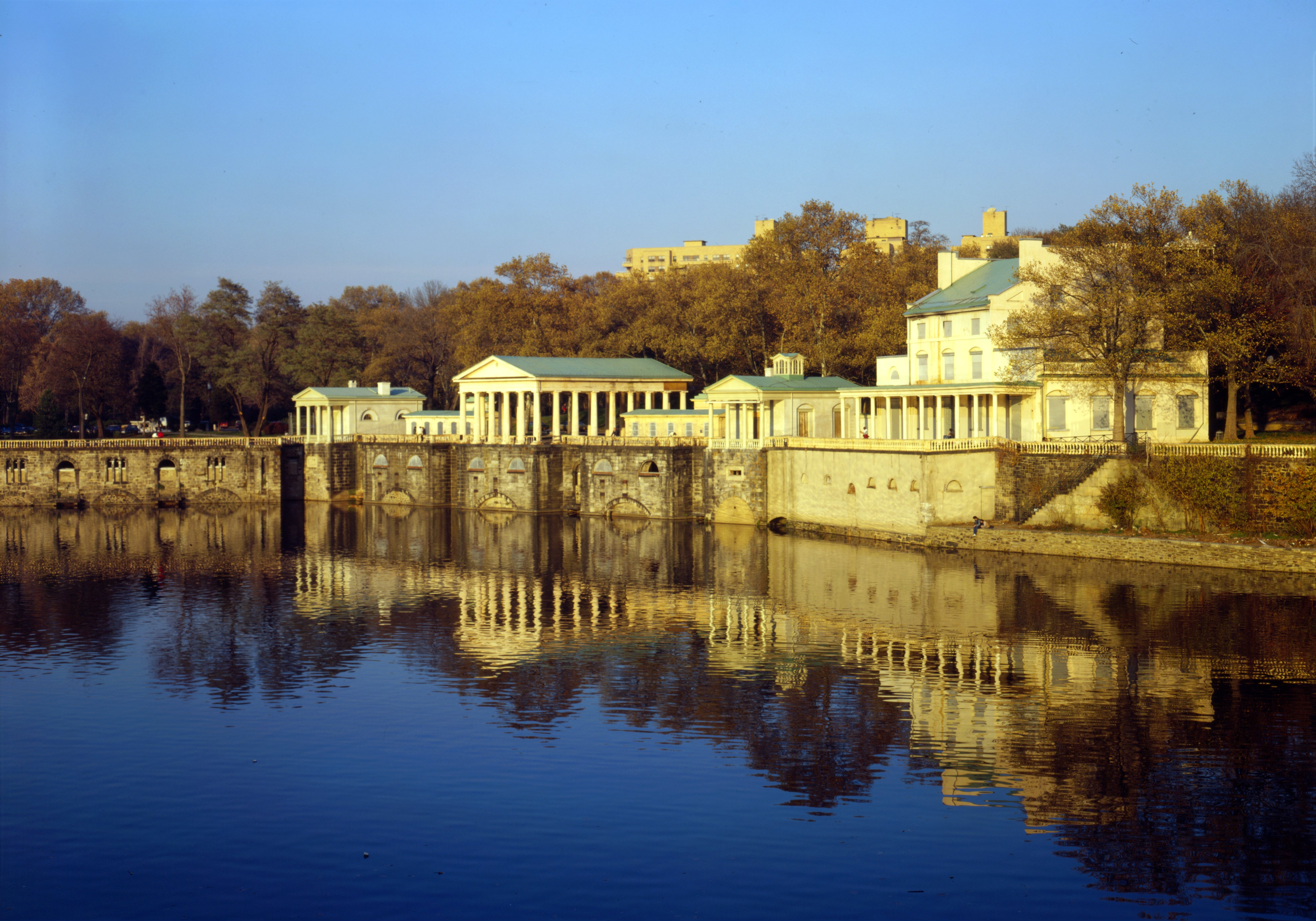
El Fairmount Water Works, en el río Schuylkill, fue en su momento la fuente de suministro de las aguas de Filadelfia y actualmente es una atracción en Fairmount Park.

## Principales poblaciones a la orilla del río
- Filadelfia
- Pottsville
- Schuylkill Haven
- Hamburg
- Reading
- Birdsboro
- Bridgeport
- Pottstown
- Royersford
- Spring City
- Phoenixville
- Norristown
- Conshohocken

## Puntos de interés a lo largo del cauce
- Las instalaciones de Limerick nuclear power plant en Limerick
- Valley Forge National Historical Park, site of the winter encampment of the American Continental Army over the winter of 1777–1778 in the American Revolutionary War at the mouth of Valley Creek
- Boathouse Row, a landmark set of boathouse facilities on Kelly Drive in Fairmount Park which houses several local college-affiliated or independent crew teams
- Lemon Hill, una mansión histórica recientemente restaurada con vistas a Boathouse Row
- Fairmount Water Works, un hito histórico a nivel nacional en el Fairmount Park
- Jardín de Bartram
- El antiguo Philadelphia Naval Yard, localizado cerca de la confluencia de los ríos Schuylkill y Delaware.